# Alfredo Harp Helú
Alfredo Harp Helú, né à Oaxaca de Juárez le 11 mars 1944, est un homme d'affaires, philanthrope et promoteur du sport mexicain. Il est le cousin de Carlos Slim Helú, autre milliardaire mexicain d'origine libanaise.
Expert-comptable, spécialiste de la branche financière et boursière, avec la devise : « le meilleur investissement est au Mexique », il est associé fondateur de la bourse Acciones y Valores de México, S.A. de C.V. en 1971 et membre du groupe qu'il a acquis en 1991, la Banco Nacional de México (Banamex). En 2008, Harp Helú a pris le contrôle de Grupo Martí, une société spécialisée dans la vente d'articles de sport et l'exploitation de centres de fitness (Sport City).
Depuis 1990, Alfredo Harp Helú réalise des œuvres philanthropiques importantes et reconnues au Mexique ainsi qu'au Liban, pays d'origine de ses parents. Ses différents programmes sont regroupés depuis 2000 dans la fondation qui porte son nom.
Passionné de baseball, il réalise en 1994 un autre de ses rêves en acquérant l'équipe des Diablos Rojos del México. Depuis 1996, il est propriétaire des Guerreros de Oaxaca, les deux équipes appartiennent à la Ligue mexicaine de baseball AAA. À partir de 2012, Alfredo Harp est actionnaire des Padres de San Diego, ce qui fait de lui le premier homme d'affaires mexicain à investir dans la Major League Baseball aux États-Unis.
En 2004, il a fondé la Alfredo Harp Helú High Performance Baseball Academy à Oaxaca pour recruter des jeunes talentueux âgés de 14  à   17 ans qui pourraient devenir joueurs professionnels. C'est un projet qui mise sur une éducation intégrale, car les jeunes complètent leur éducation formelle par une éducation sportive : les études, le sport et la culture sont les axes de ce projet.

## Vie professionnelle
Diplômé de l'École de Commerce et d'Administration de l'université nationale autonome du Mexique (UNAM), il a travaillé dans le cabinet d'audit Price Waterhouse où il a collaboré pendant deux ans. Par la suite, il est entré en bourse. En 1971, il est associé fondateur de la bourse Acciones y Valores de México, S.A. de C.V (Accival), qui depuis le premier mois de sa fondation a occupé les premières places en volume et en montant des opérations réalisées à la Bourse mexicaine. En 1991, avec Roberto Hernández Ramírez, il acquiert la Banco Nacional de México (Banamex) et crée le Grupo Banamex Accival (Banacci). En 2001, Citigroup acquiert Banamex et à partir de ce moment, Alfredo Harp Helú décide de consacrer l'essentiel de son temps à la philanthropie et au sport.

## Vie privée
Alfredo Harp est marié à María Isabel Grañén Porrúa, docteur en histoire de l'art, directrice de la bibliothèque Francisco de Burgoa à Oaxaca et présidente de la Fondation Alfredo Harp Helú Oaxaca. Alfredo Harp Helú a eu trois enfants de son premier mariage avec Silvia Calderoni Guerrero : Alfredo, Sissi et Charbel, et deux dans son deuxième mariage : Santiago et María Isabel.

### Kidnapping
En 1994, la famille de Harp a payé environ 30 millions de dollars après que ses ravisseurs l'ont séquestré pendant 106 jours à Mexico. La libération fait suite à une apparition dramatique à la télévision où son fils, accompagné d'un avocat de la famille et d'un prêtre, a accepté sans condition les conditions des ravisseurs. À la demande de la famille, la police n'est pas intervenue, ce qui a fait craindre que l'énorme rançon n'encourage d'autres enlèvements et a renforcé les inquiétudes concernant la stabilité du Mexique.
En 2008, Harp a assisté aux funérailles de Fernando Martí, fils de 14 ans du fondateur d'une chaîne de magasins d'articles de sport, qui avait été enlevé et assassiné, malgré le paiement d'une rançon par sa famille.

## Philanthropie
Alfredo Harp Helú a dirigé plusieurs fondations de Banamex : Fomento Social, Fomento Cultural et Fomento Ecológico Banamex pour soutenir de multiples projets en faveur des Mexicains. Il a alloué des fonds spéciaux pour faire face aux catastrophes naturelles, d'abord dans le pays, puis dans différentes parties du monde.
Avec la création de la Fondation Alfredo Harp Helú, il promeut des projets dans les domaines de l'éducation - avec des projets qui contribuent à améliorer l'infrastructure de diverses universités, à encourager l'enseignement à distance et à créer des programmes de bourses - et de la culture - avec des projets de toutes sortes, depuis la création de musées et institutions culturelles, des bourses pour les étudiants des arts, des festivals de musique, la promotion de la philatélie, au secours des orgues historiques, notamment celui de la Cathédrale métropolitaine de Mexico.
La Fondation Alfredo Harp soutient diverses institutions de santé avec des équipements médicaux spécialisés, l'amélioration de l'infrastructure hospitalière et la promotion de la recherche médicale. En plus de l'installation de multiples pépinières de haute technologie et de banques de sélection de semences, elle fait la promotion de différents programmes de reboisement, de plantation urbaine, de collecte d'eau, d'entretien des récifs, pour n'en nommer que quelques-uns.
Le sport ne pouvait pas manquer, Alfredo Harp soutient, depuis sa fondation, les athlètes soit par l'entraînement, soit par un contrôle médical et nutritionnel attentif ou par le soutien de multiples championnats ou compétitions sportives. Il a fait la promotion d'un programme pour les entraîneurs et d'un autre qui appuie les jeunes promesses mexicaines. Il a participé à l'amélioration des installations sportives et a développé le programme Health Circuits dans les parcs publics, qui sont des gymnases extérieurs gratuits. Un autre domaine desservi par la Fondation est la promotion de la lecture, qui comprend l'installation de bibliothèques pour enfants et de bibliothèques spécialisées dans la littérature, l'histoire, l'ethnohistoire, ainsi que divers projets qui amènent des bibliothèques mobiles dans différents endroits de l'état de Oaxaca. Il favorise également l'expérience de la lecture grâce à la collaboration de lecteurs bénévoles qui consacrent leur temps à la lecture aux enfants dans différents espaces culturels.
Alfredo Harp Helu a conçu un programme pour stimuler les joueurs des Diablos Rojos del México et les Guerreros de Oaxaca , appelé Home Runs Banamex. Ce programme lie les bons jeux des joueurs de baseball - pendant la saison régulière de la Ligue mexicaine de baseball - avec le don de ressources aux institutions publiques et privées mexicaines, qui se distinguent par leur trajectoire et leur engagement social en faveur de ceux qui en ont le plus besoin. Plus les joueurs de baseball jouent bien, plus les institutions s'entraident. Jusqu'en 2013, 2 570 projets ont été soutenus dans le cadre de ce programme. En plus de fréquenter ses propres institutions caritatives, Alfredo Harp Helú collabore au développement d'autres organisations philanthropiques dans le but de promouvoir des projets sociaux dans les domaines de la santé, de l'eau et des toxicomanies.

## Articles supplémentaires
- The New York Times - Family of Kidnapped Mexican Financier Agrees to Ransom (June 1994)
- Time - No Help for Mexico's Kidnapping Surge (August 2008)
- BBC - Mexican fury grows at kidnappings (August 2008)